# 金光哲
金 光哲（キム・グァンチョル、朝鮮語: 김광철）は、朝鮮民主主義人民共和国の政治家。朝鮮労働党中央委員会委員。逓信相、平壌直轄市電話局長、价川市逓信局長などを歴任した。

## 経歴
出生地や生年月日は不明。平壌直轄市人民委員会平壌電話局局長、泰川発電所3号発電所所長、逓信省价川市逓信局長などを歴任し、2009年に最高人民会議第12期代議員に選出された。その後逓信副相に昇進し、2015年に逓信相に任命された。2016年5月9日に開催された朝鮮労働党第7次大会で朝鮮労働党中央委員会委員候補に選出され、2019年4月11日に開催された最高人民会議第14期第1回会議で、逓信相に再任された。2019年12月28日に開催された党中央委員会第7期第5回総会で、朝鮮労働党中央委員会委員に補選された。
2021年1月5日から開催された朝鮮労働党第8次大会で中央委員会委員に再選されたが、1月17日に開催された最高人民会議第14期第4回会議で逓信相を解任された。

## 参考サイト
- 북한정보포털

| 先代沈哲浩 | 逓信相2015年 - 2021年 | 次代チュ・ヨンイル |